# 碧蹄館の戦い
碧蹄館の戦い（へきていかんのたたかい）は、文禄・慶長の役における合戦の一つ。
文禄2年1月26日（1593年2月27日）に朝鮮半島の碧蹄館（ピョクチェグァン（벽제관）、現在の京畿道高陽市徳陽区碧蹄洞一帯）周辺で、平壌奪還の勢いに乗り漢城（現ソウル）めざして南下する李如松率いる5000～20000の明軍を、小早川隆景らが率いる約20,000の日本勢が迎撃し打ち破った戦い。

## 戦闘までの経緯
明の軍勢による平壌陥落、大友吉統の逃亡（誤報による無断退却とも）などによって一時混乱状態にあった日本勢だが、朝鮮半島北部各地に展開していた諸将を漢城に集めて戦力を立て直しを図った。軍議において石田三成、大谷吉継たちが籠城戦を主張する中で小早川隆景、立花宗茂などが迎撃戦を主張し宇喜多秀家を総大将、小早川隆景を先鋒大将とし石田、大谷は漢城に残り兵力をほぼ二分する形で碧蹄館の戦いにのぞんだ。
23日、開城にて李如松が漢城攻略の作戦会議を開き、査大受を偵察隊として送る事を決める。
24日、査大受率いる明軍の偵察隊が日本軍の偵察隊（主な指揮官は加藤光泰、前野長康）に勝利、日本軍偵察隊は60人余りの死者をだし撤退する。
朝鮮王朝実録では日本軍偵察隊の戦死を100～1000とする複数の記事がある

。柳成龍の懲毖録においては、明軍が討ち取った首級は百余人。
査大受はこの勝利を開城の李如松に報告。朝鮮人による「日本軍の精鋭は平壌で壊滅し漢城には弱兵が残るのみ」との報告もあったため、25日、李如松は5000の兵と共に開城を出発する。

## 戦闘の経過
日本軍は迎撃の先鋒を立花宗茂・高橋直次（後の立花直次）兄弟とし、午前2時頃、先に森下釣雲と十時惟由ら軽兵30名が敵状を偵察、敵軍は未明の内に進軍すると予測し、午前6時頃碧蹄館南面の礪石嶺北側二所に布陣した。先鋒500を率いた十時惟道と内田統続を正面に少ない軍旗を立てることで、査大受の率いる明軍2000を騙して進軍するよう誘致し、越川峠南面にて正面で惟道らと交戦を開始した。そして宗茂と直次の本隊2000は、先鋒の惟道らと中陣700の小野鎮幸、米多比鎮久を陣替する際に、直次と戸次鎮林を陣頭に立てて、左側面から敵後詰・高彦伯の朝鮮軍数千に奇襲を仕掛けて撃退に成功し、更に宗茂は800騎の備えを率いて明・朝鮮軍を猛烈追撃、戦果を拡大した。ここで日本軍は7千の敵軍と遭遇する
。立花軍は奮戦するが、敵軍は次々に新鋭を繰り出し兵を入れ換えてくる。
この最中、十時惟道、内田統続、安田国継らは突撃を敢行、鑓を投げて数十騎を突落し、明・朝鮮軍を中央突破して回転突破したが、その際に中陣の戸次統直は強弓を引いて20餘の敵兵を射落し援護しながらも、惟道が李如梅の毒矢を受けて、帰陣から間もなく戦死し、旗奉行の池辺永晟も惟道負傷後は先鋒隊の指揮を暫任し中陣と替わるのを成功させたが、後の追撃戦で戦死した。寡兵の立花・高橋勢は奮戦してこれを撃退、越川峠北方右側にて兵を休ませ、この後に小早川隆景など日本軍先鋒隊が到着すると、疲労の深い立花勢を後方に下げて、西方の小丸山に移陣した。この戦端が開かれた時点では日本軍本隊はまだ漢城に在った。
午前10時頃、高陽原に明軍は左・右・中央の三隊の陣形で押し寄せた。日本軍先鋒隊は全軍を碧蹄館南面の望客硯に埋伏させ、同時に三方包囲策を進行し立花、高橋と吉川広家が左方、小早川秀包、毛利元康、筑紫広門と宇喜多秀家が右方から迂迴進軍する。午前11時頃、正面に出た隆景軍の先陣二隊の内、明軍の矢面に立った粟屋景雄隊が次々繰り出される新手を支えきれずに後退を始めると明軍はすかさず追撃に移る。しかし、戦機を待ってそれまで待機していたもう一方の井上景貞隊がその側背に回り込んで攻撃し、井上隊にいる清水景治も鉄砲隊で射撃したことで明軍は大混乱となった。その機を逃さず立花宗茂が部将の立花成家に鉄砲隊を率いて三回撃たせ、高橋勢と共に多数の軍旗を掲げて太鼓を鳴らせ、全軍揃って左方から敵陣に強襲する。小早川秀包、毛利元康、筑紫広門勢が右方から側撃、隆景本隊と吉川広家、安国寺恵瓊、宇喜多家の家臣戸川達安と国富貞次、花房職之も正面より進撃し、明軍前衛を撃破して北の碧蹄館にいた李如松の本隊に迫って正午の激戦となった、この際立花軍には小西行長からの使者宇佐美民部が奮戦して兜首二つを取った。また、立花家臣の金甲の将・安東常久と一騎討ちして李如松自身も落馬したが、李如梅の矢を受けて常久は戦死した。落馬した李如松は小早川の部将井上景貞の手勢に迫られたが、側近の李有聲が盾となってこれを助け、李如梅、李如柏らが救出した、李如松の親衛隊も李有升など80余名ほど戦死した。そこに明軍副総兵楊元が火軍（火器装備部隊）を率いて援軍として駆けつけ態勢を回復して防戦に努めるが、身動きもままならない狭隘地に三方から包囲される形となって壊走を始めたのは午後1時頃であった。
かくして日本軍本隊の本格的な戦闘参加を待たずに正午頃には戦いの大勢は決し、隆景らの日本軍は退却する明軍を碧蹄館北方の峠・恵陰嶺に午後2時から4時まで追撃し深追を止めたが、宗茂と秀家の軍勢はより北の虎尾里まで追討し、午後5時までに漢城へ引き上げた。明軍は開城まで撤退した。
なお、立花軍の金備え先鋒隊長小野成幸や与力衆の小串成重、小野久八郎と一門の戸次鎮林、そして高橋家中今村喜兵衛、井上平次、帆足左平、梁瀬新介も戦死し、宗茂はこの激戦で騎馬まで血塗れとなり、二つの甲首を鞍の四方手に付け、刀は歪んで鞘に戻せなくなったという。また、秀包の家老の横山景義、部将桂五左衛門、内海鬼之丞、伽羅間弥兵衛、手島狼之助、湯浅新右衛門、吉田太左衛門、波羅間郷左衛門など、広家配下の綿貫藤次郎も戦死した。

## 日本軍と明軍の被害
この戦いでは、歩兵・火器を温存した明軍は騎兵中心の編成となっていたが、碧蹄館の地は騎兵の機動力を活かすことの出来ない狭隘な渓谷であり、かつ前夜よりの雨で泥濘地と化していた。騎馬に不適な戦場であったこともあり、この一戦で明軍の被った損害は甚大で、明治時代の参謀本部による日本戦史での推定では戦死者数6,000余に上るとされる。
朝鮮王朝実録の記事では、日本軍戦死120人、明軍死傷1,500人とあり、朝鮮王朝実録の別の記事では、日本軍と明軍の死傷者が双方500～600人とある。また別の記事には「天兵（中国兵）短劍、騎馬、無火器、路險泥深、不能馳騁、賊（日本軍）奮長刀、左右突鬪、鋒銳無敵。」という記述もある。さらに朝鮮王朝実録の記事では、李如松の麾下の親衛隊の内、李有升ら勇士80人余りが戦死したことも記されている。家丁が多く戦死し、家丁の李文升も戦死し、李如松は痛哭した。
李如松軍のために兵糧等の手配もしていた、朝鮮の宰相である柳成龍が著述した懲毖録には、「李如松提督が率いていたのは皆北方の騎兵で火器を持たず只切れ味の悪い短剣を持っていただけだった。一方賊（日本軍）は歩兵でその刀剣はみな3、4尺の切れ味無比のものだったから、衝突激闘してもその長刀を振り回して斬りつけられるので人も馬も皆倒れ敢えて立ち向かうものはなかった。提督は後続軍を呼び寄せたが、その到着以前に先軍は既に敗れ死傷者が甚だ多かった。日暮れに提督は坡州に戻った。その敗北を隠してはいたものの、気力を沮喪すること甚だしく、夜には親しく信頼していた家丁の戦死を痛哭した。」とある。
日本軍の被害数に関して、日本軍の文禄の役開始時の兵数の史料と、1593年3月時点での日本軍の兵数の史料を比較して、減少数を平壌の戦いや碧蹄館の戦いの戦死者として計算する歴史家も中国などに存在する。
しかし、それらの資料では、いかなる戦闘に参加していない部隊の兵数も大幅に減少しているため、減少した兵数が全て戦死者とは限らないと考えられる。

例

大友義統軍 6000→2052　に減少

また、文禄の役開始時の日本軍全体の兵数も、豊臣秀吉が命令した動員数の記録である陣立書(利家文書や松浦古事記)よりも、実際に動員された兵数は少ないとされる。例えば、碧蹄館の戦いに参加した立花宗茂の軍も2500から1132に減ったとされるが、立花宗茂の実際の動員兵数は1500だっとされ、1132への減少数も前述通り戦死者数とは限らないと考えられる。

日本軍の文禄の役開始時の兵数と、1593年に日本に呼び戻された時点での兵数の減少も史料で確認できるが、こちらでも、いかなる戦闘に参加してい部隊や、大きな敗北が記録されていない部隊の兵数も大幅に減少しているため、減少した兵数が全て戦死者とは限らないと考えられる。

例

豊臣秀勝軍 8000→4000　に減少

木村重茲 3000(3500)→1500　に減少

さらに中国では、戦死したとして名前が記録された立花宗茂軍・高橋直次軍・小早川秀包軍の侍の数が、明軍で戦死が記録された軍人（李有升、馬千總、李世華、賈待聘）よりも数が多いとして、碧蹄館の戦い全体で日本軍の方が戦死者が多かったとする考察がある。
しかし日本軍の軍制と中国の軍制の違いがあるため、名前が記録された双方の戦死者が軍隊内でどのような階級だったのか、戦死した上級軍人の数ではどちらが多かったのか、単純に比較するのは非常に難しいと思われる。朝鮮王朝実録には、「提督麾下李有升及勇士八十餘人被砍死」 「而提督以其手下家丁多死, 李文升又戰亡, 故痛哭悲傷」との記述があるが、この戦死した明軍の勇士八十餘人・多くの家丁の軍人としての階級が、戦死が記録された日本の侍と同じような階級であった可能性もある。
また、日本と中国では、戦死を記録する兵士の階級の基準の違いもあると思われる。
ルイスフロイスが著述したフロイス日本史には「日本人はシナ人よりも勇敢で、武器ならびに戦術の点で優れており、数々の面でシナ軍の劣勢は疑えない。」と総括している。

## その後の影響
この戦いの敗北によって李如松は戦意を喪失して明軍の勢いはそがれ、開城、さらに平壌までまで撤退し、武力による日本軍撃退方針を諦めて講和交渉へと転換する。その一方で日本軍も3月に明軍に漢城近郊・龍山の兵糧倉を焼き払われ、食料調達が最も困難なときに兵糧面で甚大な損失を出したため長期戦が難しくなり、石田三成、小西行長らは明との講和交渉を開始した。

## 日本・明両軍の編成
日本軍
参謀本部編の「日本戦史・朝鮮役」では、実際に戦闘を行った日本軍の先鋒を2万、戦闘に参加しなかった本隊を2万1千としている。
文禄の役の立花宗茂・高橋直次の兵数(軍役数)は通説では三千人程とされるが、人夫などの非戦闘員が半数に及んだとされる。
そして当時の出陣の諸大名はほとんど軍役数未満の状態で出兵するのが常態で（『柳川藩叢書』第一集 補遺（五）「従軍者鳥取次郎兵衛尉の手記覚書」の記述によると、文禄の役最初の渡海の際、立花宗茂が率いる人数は1500）、立花軍の参戦兵数は1500程度だと推測される。。
総大将-宇喜多秀家・先鋒隊大将-小早川隆景
先鋒隊
- 先陣　立花宗茂・高橋直次-1500～3000人[72]
- 二陣　小早川隆景-8000人
- 三陣　小早川秀包・毛利元康・筑紫広門-5000人
- 四陣　吉川広家-4000人

合計20,000
本隊(大部分は戦闘未参加)
- 先陣　黒田長政-5000人
- 二陣　石田三成・増田長盛・大谷吉継-5000人
- 三陣　加藤光泰・前野長康-3000人
- 四陣　宇喜多秀家-8000人

合計21,000
漢城守備
- 小西行長・大友吉統-14000人(小西勢は退却直後)

明軍
参謀本部編の「日本戦史・朝鮮役」では、明軍の先鋒を2万としている。
- 大将-李如松
- 先鋒-査大受[要出典]
- 左軍-李如梅[要出典]
- 中軍-李如柏[要出典]
- 右軍-張世爵[要出典]
- 援軍-楊元

なお、平壌攻撃時の明軍の兵数は43,000余り、朝鮮軍の兵数は8,000余りであった。